# Нам пхрік

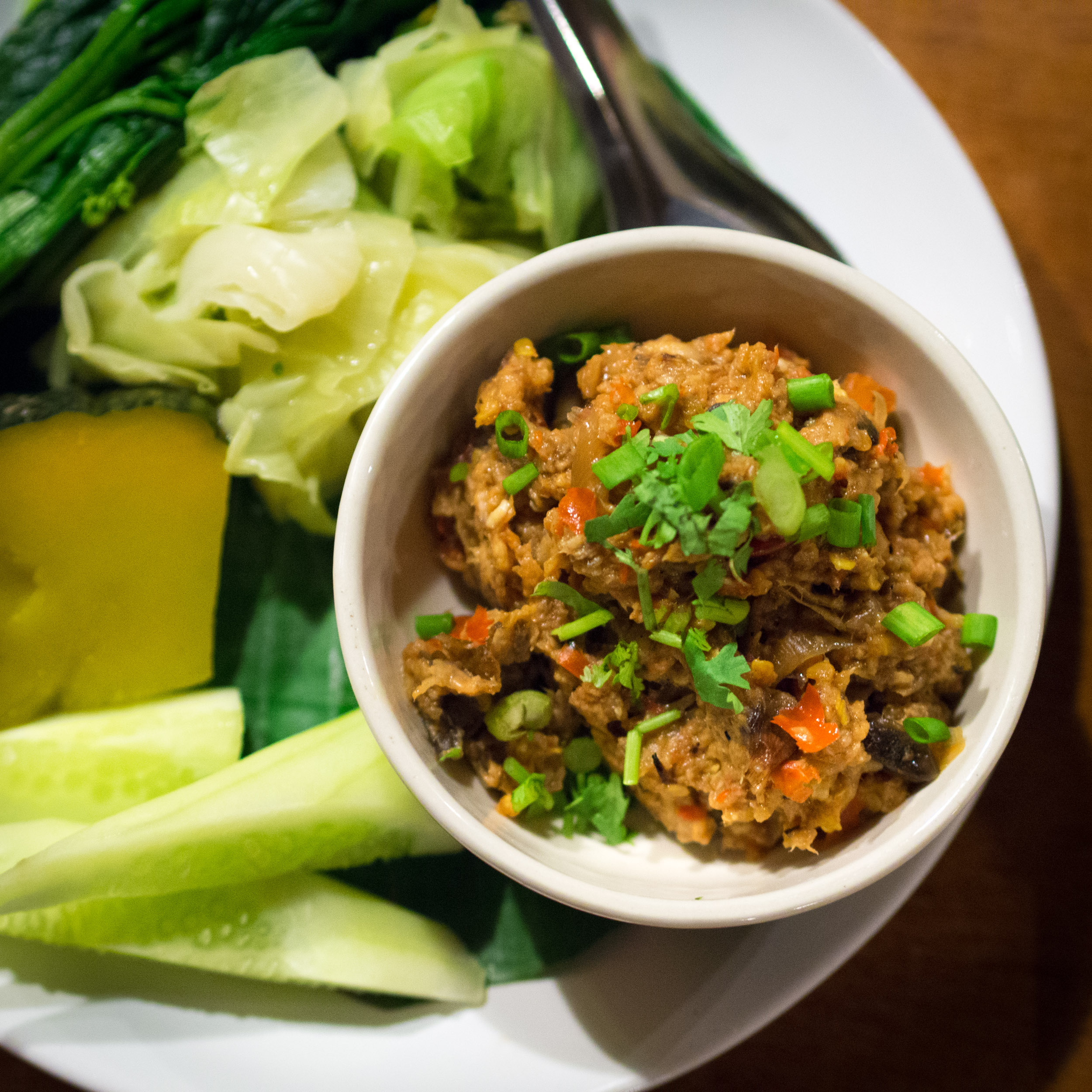
Нам пхрік пла чі паста з риби та спецій

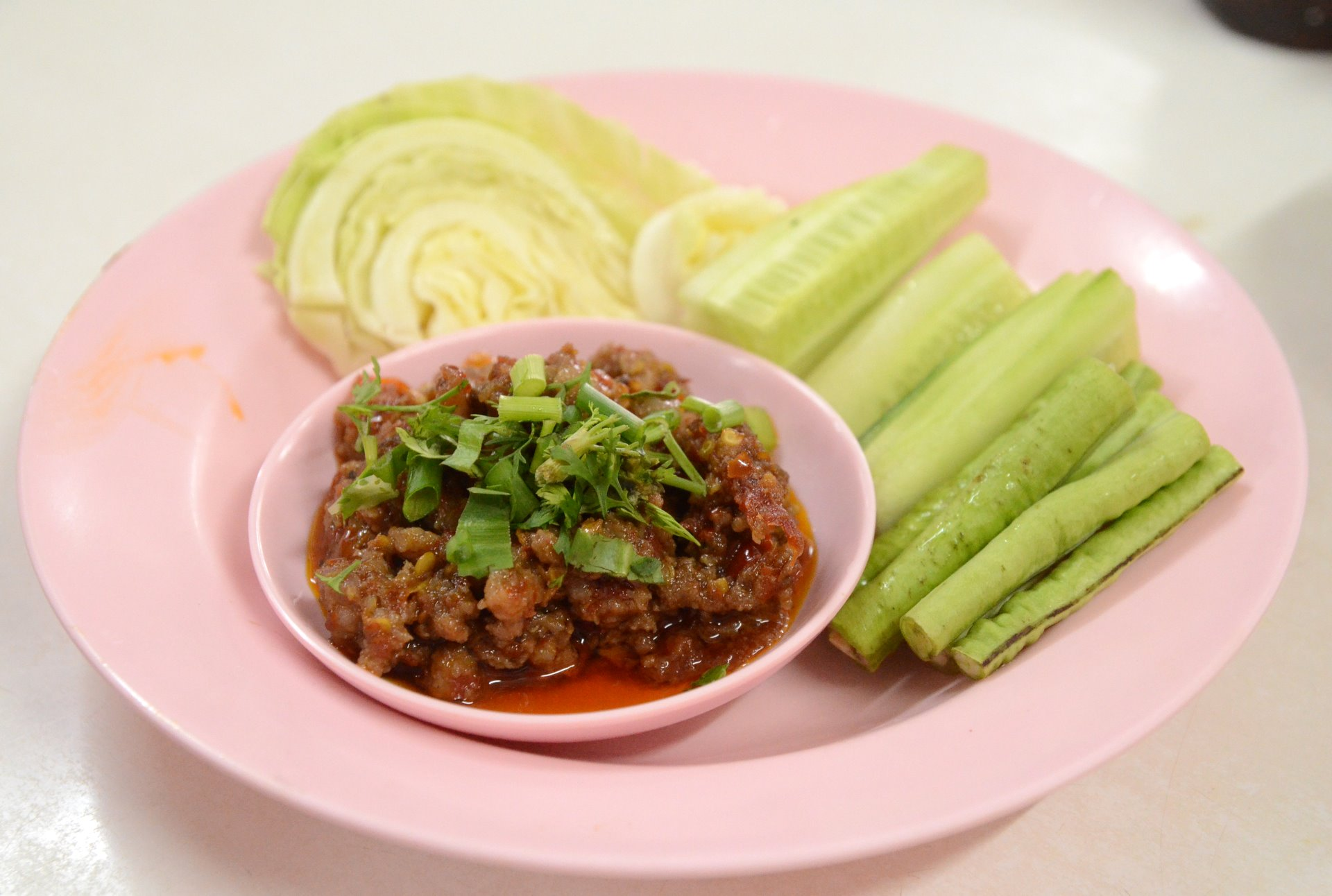
Нам пхрік онг паста з свинини та спецій

Нам пхрік (тай. น้ำพริก) — популярна тайська присмака, вид гострої пасти на основі перців чилі. Зазвичай містить сушений перець чилі, часник, шалот, сік лайму та рибний чи креветочний соус. 
Усі інгредієнти змішуються у ступі. Зазвичай подається на маленьких тарілочках поруч з основною стравою. На відміну від іншої тайської присмаки соусу нам чім, нам пхрік має більшу густину. Часто подається разом зі свіжою чи вареною зеленню.

## Історія
Нам пхрік вважається одним з найдавніших елементів тайської кухні. Проте основний інгредієнт (перець чилі), який зараз використовують для соусу, походить з Америки і був ймовірно завезений у Сіам португальцями в 16 ст. До того використовувався чорний перець, перець довгий, сичуанський перець.
Першим європейцем, що описав нам пхрік, був Симон де ля Лобере (фр. Simon de la Loubère), французский посол в Аютаю 1687-88. Описав його як гірчичний соус з пастою з раків.
Король Чулалонгкорн у подорожі Європою сумував за тайською їжею, зокрема нам пхрік.

## Варіанти
Нам пхрік може мати різні інгредієнти залежно від регіону. Деякі види включать тамаринд, зелене манго, цимбопогон, гриби, рибу, свинину і навіть жаби. Тайська книга рецептів 1974 року нараховує 100 видів.